# Братиславський Град
Братиславський Град (словац. Bratislavský hrad) — центральний і найважливіший замок у Братиславі, який багато століть був невіддільною частиною міської панорами.
Монументальний Град, відтворений з руїн у 2-й половині XX століття, символізує понад тисячу років словацької історії, розташований на південному відрозі  Малих Карпат, на кручі над лівим берегом Дунаю, біля перехрестя доріг міжнародного значення. Град — одна з домінант міста, національний культурний пам'ятник.

## Історія
Град відновлений із забуття. Перший попередник Братиславського Граду на замковому пагорбі виник приблизно під час появи єгипетських пірамід (2-га половина 3-го тисячоліття до нашої ери). Відомим цей акрополь став швидше за часів кельтів, ніж на початку нашої ери. За часів Римської імперії, межа якої проходила по  Дунаю, тут стояло римське прикордонне укріплення.
Розвиток сучасного Граду можна прослідити з часів Нітранського князівства, коли на цьому місці виникли численні відомі будови. Найстарші письмові свідоцтва припадають на 907 рік, вони містяться в Зальцбурзьких анналах. Про часи Нітранського князівства і Великої Моравії свідчать залишки базиліки, виявлені на східній стороні тераси IX століття. Град згаданий і у відомому письмовому свідоцтві про Братиславу, що сягає 907 р.
З слов'янського княжого Града поступово, після багатьох перебудов і переробок, виник середньовічний замок, який із середини XI століття був і центром жупи. Він став сховищем коронаційних регалій Угорщини, а пізніше — коронаційним замком, де коронували угорських королів. За письмовими свідченнями, у першій чверті XIII століття на вищій точці околиць була поставлена житлова башта із самостійним укріпленням, яке досі заховано в масі так званої коронаційної вежі. Житлову башту було знайдено в результаті археологічних досліджень, вона позначена на сучасній мостовій двору. 1207 року (7 липня) у Братіславскому замку, колишній прикордонній фортеці Угорщини (зараз столиця Словацької республіки), народилася свята Єлізавета Угорська.
Костел і препошство були в 1221 р. перенесені в Подградьє. Звідти історія феодального центру почала свій самостійний розвиток.
Сучасний вигляд монументальної будови оформився при пізньоготичній перебудові за часів короля  Сігизмунда Люксембурга, розпочатій в 1427 р. Спочатку правильного прямокутного вигляду зверху укріплення з палацом, лицарською залою, господарськими будівлями, каплицею і потужним внутрішнім укріпленням і перекриттям над внутрішнім ровом увібрали в себе і рештки укріплення старої житлової вежі. В 1431—1434 рр. тут був побудований великий двоповерховий палац. На пишність пізньоготичньої архітектури вказують добре збережені частини вікон, порталів і склепінь, які поступово відкриваються з-під шарів пізніших перебудов і добре читаються в сучасному оформленні. Сігизмундова перебудова пішла століттями перевіреним шляхом Великоморавського і ранньоготичного укріплення і доповнила Град бастіонами, вхідними воротами (названими на честь короля — Сігизмундовими) і дорогою, що йде на південний схід до дунайського броду.
Сучасне розташування Граду, який зверху являє собою правильний чотирикутник, усередині якого знаходиться подвір'я, є наслідком будівельних тенденцій часів ренесансу та раннього бароко. На відміну від орієнтованої на Німеччину пізньої готики, в будівельних заходах 1552 і 1639 рр. брали участь італійські майстри, які приносили мистецтво своєї батьківщини і в північні країни.
Після перебудови Град став місцем коронації угорських королів, яких турецькі війська вигнали з колишнього центру угорської держави —  Буди. Зміни тих часів дійшли до нас тільки у фрагментах: розписана стіна, яка належить до середини XVI століття, частина еркера зали на першому поверсі, позолочений проліт прилеглої зали, таким чином ми все ж можемо отримати уявлення про вигляд інтер'єрів Граду в ту епоху.

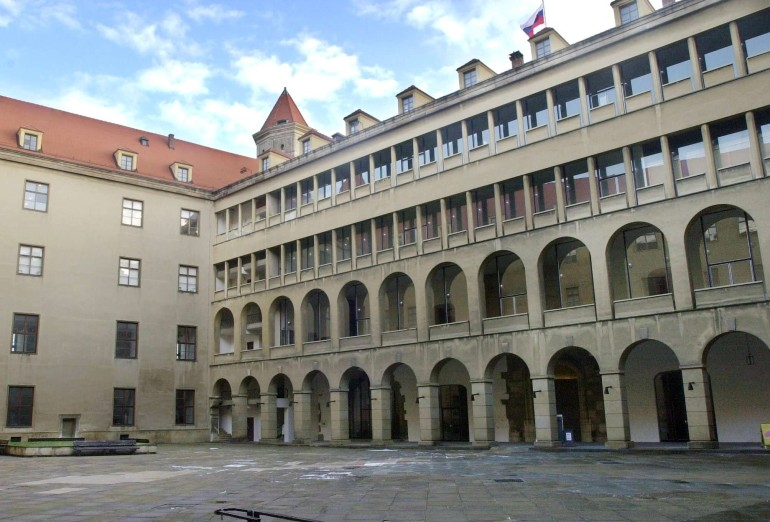
Усередині граду

Остання велика перебудова, яка змінила призначення Граду з укріплення на місце розташування габсбурзького королівського двору, сталася в 1750—1760 роках за проєктами відомих європейських — французьких, італійських та австрійських — архітекторів Жадо, Пакасси, Мартінеллі. Незабаром, у 1760 році, за проєктом Гіллєбрандта (Franz Anton Hillebrandt) був побудований ще один палац, так званий Терезіанум, в якому було відображено велич епохи. У новому палаці розмістилися картинна галерея, бібліотека і багаті зібрання предметів мистецтва, переважно графічного.
В епоху пізнього бароко вигляд палацу зовсім змінився; це стосується переважно розташування основних конструкційних елементів, наприклад, сходів, зал, каплиці, і всі ці зміни були зроблені з метою полегшення могутнього силуету. Просторі приміщення укріплення, спочатку призначені для маніпуляцій з військовою технікою і для оборони проти ворогів, були прикрашені французькими садами, доповненими садовою архітектурою, оранжереями, терасами, вольєрами, літнім і зимовим манежем, стайнею, де містилися цінні породи коней. Концепція перебудови прилеглої до палацу території мала на меті поставити Братиславський Град в один ряд із найкращими європейськими королівськими дворами. Попри невигідні і обмежені умови, ця мета була досягнута з типовою бароковою дотепністю, особливо на дорогах, що направляють відвідувача через ворота і двір із рідкісними і цінними деревами до величних залів.
Кінець XVIII століття став часом занепаду Братиславського Граду як коронаційному центру держави. Після смерті Марії Терезії Йосиф II розмістив тут навчальний центр та семінарію католицького духовенства. У ті роки (1783—1790) писалася важлива глава історії словацького народу: сформувалася група освічених людей, що борються за народну освіту. На чолі цього руху став Антон Бернолак, перший кодифікатор словацької мови.
У 1811 р. Град згорів і, всупереч багатьом спробам поліпшити його стан, понад 140 років він простояв в руїнах. Його нова історія почалася в 1953 році, коли приступили до його порятунку і поступового відновлення. Реконструкція Граду проходила в 1953—1968 роках за проєктами А. Піффла і Д. Мартінчека. Після оновлення Град знову набув того вигляду, який мав у т.з. Терезіанську епоху кінця XVIII століття.

## Зовнішній вигляд

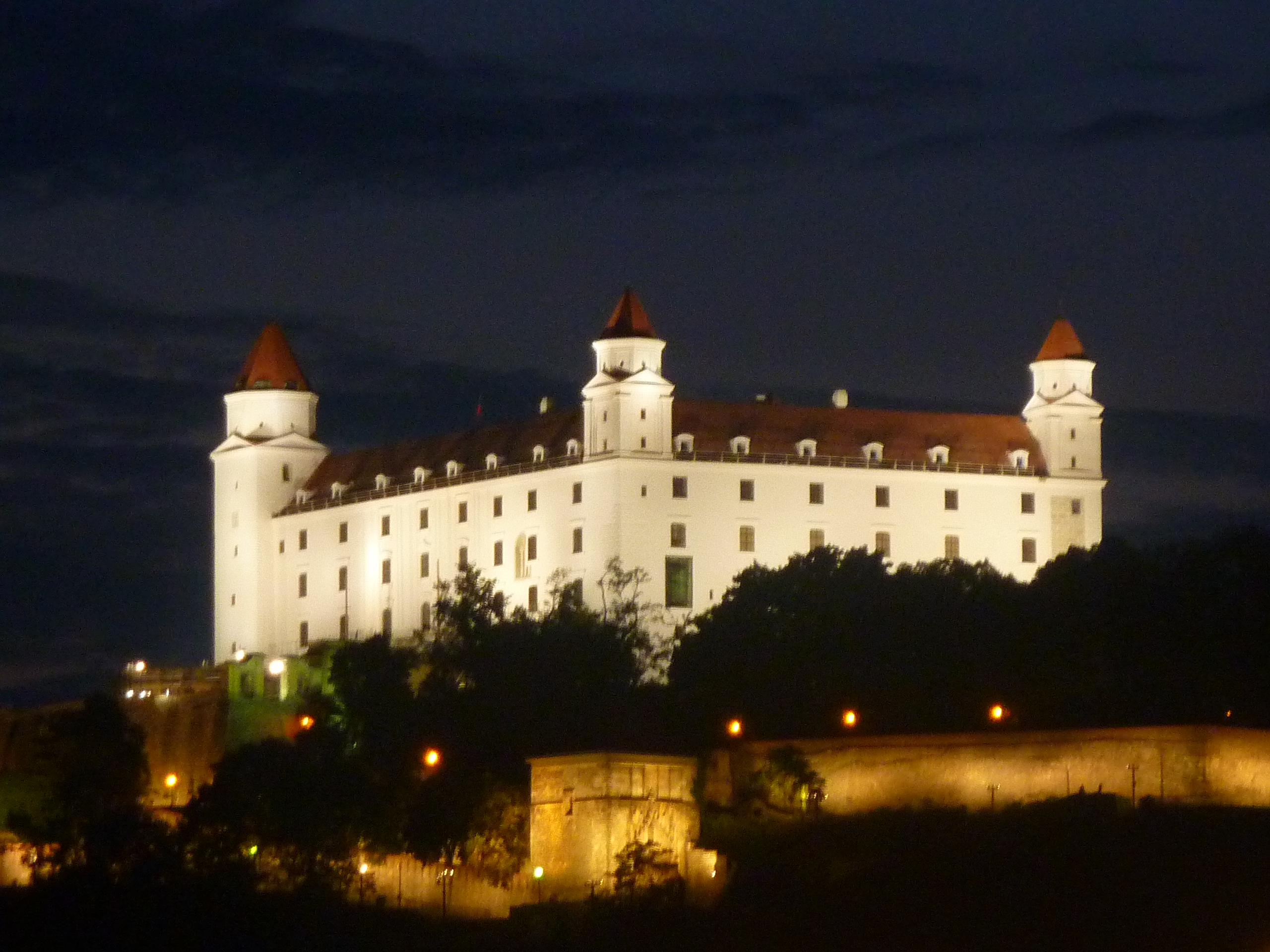
Братиславський Град вночі

В ансамблі Граду домінує могутнє будівля самого палацу, силует якого підкреслює виступаюча призма коронаційної вежі на південно-західній стороні і надбудовані над карнизом на трьох гранях даху башти.
За часів Сигізмунда з'явилися великі вікна, кам'яні портали, виразним елементом є готико-ренессансне укріплення з двома бастіонами, вхід до яких споконвічно був через ворота у двох сторонах вежі.
Повною мірою збереглися Корвінові ворота на південній стороні укріплення, які вели до міста і мосту. Фасад і прольоти — одні з найкращих зразків пізньоготичної архітектури Словаччини. За часів ренесансу з'явилася цікава частина укріплення з бастіоном і ренесансними, так званими Леопольдовими воротами; засклений еркер на східній стороні замку демонструє вигляд будівлі за часів бароко. Південна стіна з легкою аркадою демонструє тодішнє ренесансне будівництво в сучасному оформленні. Терезіанське бароко проявляється на фасаді, прикрашеному високими поручнями пілястр і балконом перед представницьким крилом на першому поверсі, що оптично полегшує важкий масив середньовічного будинку. Водночас відбувається і зміна оформлення Віденських воріт, що ведуть до головного входу в палац, облямованому двома приземкуватими будівлями і урочистими вежами, якими була посилена архітектура двору. В ареалі Граду — окремо розташовані або приєдналися до градської стіни будівлі в стилі бароко: господарські будівлі і стайні. Частиною паркового простору є збережений фундамент великоморавської базиліки і палацу, що підкреслює важливість цього місця для народної історії.

## Інтер'єр
Планування Градського палацу зберегло елементи Сигізмундовой готики (лицарська зала, еркер в аркаді) і Терезіанське бароко. Для репрезентативних функцій королівського палацу характерні представницькі архітектурні елементи, як-от урочисті сходи, що займають собою ціле крило, і вестибюль. Від ренесансу залишилися лише фрагменти в південно-східному куті з багатим розписом склепінь і з рослинними орнаментами на стінах колишнього еркера. Територія першого поверху служить представницьким цілям Словацької народної ради. У федеральному залі в жовтні 1968 року був підписаний закон про Чехословацьку федерацію. Ці урочисті приміщення прикрашені цілим рядом творів видатних сучасних майстрів словацького мистецтва.

## Сучасний стан
На території палацу знаходяться експозиції НР СР; а також історичне і частково археологічне відділення Словацького національного музею. У Граді виставлені історичні експозиції, що містять цінні експонати народної історії з давніх-давен до наших днів (включаючи цінні археологічні та нумізматичні збори), це громадська скарбниця народної культури. Історичні експозиції розповідають як про розвиток матеріальної і духовної культури, так і про соціальну і політичну боротьбу в Словаччині. З часів феодалізму там знаходяться унікальні предмети мистецтв і ремесел, документи про розвиток міст і життя населення. Багато представлена новітня історія — від початку капіталізму дотепер; цінні експонати народного мистецтва; уваги заслуговує і найбільші нумізматичні збори  Словаччини і збори музичних інструментів. Археологічна частина експонує цінні первісні знахідки (палеолітична Венера з Мораван, фрагмент черепа неандертальця із Шалі, унікальний скарб золотих коштовностей бронзової доби з Барц, знахідки з могил у Нових Кошарісках, ковальські та сільськогосподарські інструменти кельтської епохи в Плавецком Поградьє, пам'ятники римських часів (цінні скляні, срібні та інші предмети з Зогори, Високої-при-Мораві і Русовець. Варті уваги й коштовності слов'янсько-аварського поховання в Дєвінській Нової Весі і унікальні знахідки часів Великоморавської держави. Постійна експозиція археологічних знахідок має назву «Скарби давнього минулого Словаччини». Експозиція належить громадськості.
Зал слави — цікава експозиція Історичного музею в Братиславському Граді. Вона знаходиться на другому поверсі Граду. Там виставлені всі головні трофеї словацького хокею, включаючи бронзову нагороду Чемпіонату світу з хокею 2003 року.
У новій прибудові в західній частині Граду знаходиться канцелярія депутатів Народної ради Словацької республіки.

## Як дістатися
Громадським транспортом: тролейбусна зупинка «Град» знаходиться недалеко від головних воріт. Пішки найкраще йти від площі СНО (Námestie SNP), через Жупню площу (Župné námestie), далі по короткій Капуцинській вулиці (Kapucínská ulica) на Замоцьку вулицю (Zámocká ulica), і по ній — до Віденських воріт (Viedenská brána), головного входу на територію Граду. Інший піший шлях до Граду йде від Костьолу Св. Мартина — через Новий міст (Міст СНП) на Жидівську вулицю (Židovská ulica) і далі по вулиці Беблави (Beblavého ulica) і Замоцькому узвозу (Zámocké schody) до Сігизмундовим воріт (Žigmundova brána) з видом на Дунай, Новий міст і район Петржалка.
Години роботи: цілий рік 9:00—17:00.

## Околиці
З тераси перед головним фасадом Граду відкривається прекрасний вид на найбільший район Братислави — Петржалка; з колишньої літньої тераси, тепер винного льоху (на місці колишньої стайні) — вид на Старе місто з прилеглими новими кварталами і на околиці міста.
У Братислави, з її розташуванням біля підніжжя Малих Карпат, великі рекреаційно-туристичні можливості. Прямо з центру міста та його районів йдуть траси, насамперед до Братиславського лісопарку і повз нього до Малих Карпат. За 7 кілометрів на північний схід розташована приміська зона відпочинку — Злате Піски (озеро, придатне для купання і водних видів спорту).
Замки поблизу: Девін, Пайштун, Червений Камінь; палац-садиба Русовце.

## Події
30 жовтня 1968 р. тут був підписаний Закон про Чехословацьку федерацію; так Братислава стала столицею Словаччини.
3 вересня 1992 року була підписана Конституція Словацької Республіки.
24 лютого 2005 р. пройшов саміт «Словаччина-2005», зустріч президентів Джорджа Буша (США) і Володимира Путіна (Росія).